# Geografia (Ptolomeu)
Geografia foi uma obra feita pelo famoso astrônomo grego Cláudio Ptolomeu, que viveu nos séculos I e II d.C. Era um conjunto de oito volumes com conhecimentos científicos greco-romanos que incluíam conhecimentos de geografia como localização por coordenadas, ou seja longitude e latitude.
A obra foi traduzida e conservada pelos árabes durante a Idade Média e posteriormente impulsionou o desenvolvimento da cartografia. A primeira tradução para o árabe ocorreu no século IX e para o latim no ano de 1406.